# Bundespolizeiakademie

Schulterklappe des Präsidenten der Bundespolizeiakademie

Die Bundespolizeiakademie (BPOLAK) ist die zentrale Aus- und Fortbildungsstätte der Bundespolizei. Die Akademie mit Sitz in Lübeck ist dem Bundespolizeipräsidium unmittelbar nachgeordnet und wird seit dem 1. Januar 2023 von Präsident Ulf Strandt geführt. Bei der BPOLAK handelt es sich um die größte Behörde innerhalb der mittlerweile über rund 54.000 Angehörige umfassenden Bundespolizei.

## Aufgaben
Die Bundespolizeiakademie ist mit den ihr nachgeordneten bundesweit dissoziierten Aus- und Fortbildungszentren (AFZ) Neustrelitz, Walsrode, Diez, Oerlenbach Swisttal, Eschwege und Bamberg sowie den Bundespolizeiausbildungsstätten Rotenburg an der Fulda und Bielefeld für folgende Aufgaben für die gesamte Bundespolizei zuständig:
1. Werbung, Auswahl und Einstellung von Polizeianwärterinnen und ‑anwärtern sowie Aufstiegsbeamtinnen und ‑beamten.
2. Ausbildung von Bundespolizistinnen und ‑polizisten des mittleren und gehobenen Polizeivollzugsdienstes.
3. Zentrale Fortbildung aller Bundespolizistinnen und ‑polizisten (ausgenommen Spezialkräfte, Flieger und See).

Überdies unterhält die BPOLAK eine Geschichtliche Sammlung der Bundespolizei, die ein umfangreiches Archiv sowie zahlreiche historische Schaustücke vom Diorama der DDR-Grenzsperranlagen bis zu Originalfahrzeugen umfasst und die auf Anfrage öffentlich zugänglich ist.
Darüber hinaus sind der Bundespolizeiakademie zwei Sportschulen (Kienbaum und Bad Endorf) zur Förderung von Spitzensportlerinnen und ‑sportlern im Rahmen einer dualen Ausbildung nachgeordnet. Hinzu kommt ein besonderes Trainingszentrum, das Kührointhaus (TZK). Ferner beherbergt die BPOLAK den Fachbereich Bundespolizei der Hochschule des Bundes in Lübeck, an dem der gehobene Polizeivollzugsdienst ausgebildet wird und der Gemeinsame Ratslehrgang BPOL/BKA (GRAL) sein erstes Studienjahr zum höheren Polizeivollzugsdienst absolviert.

## Geschichte

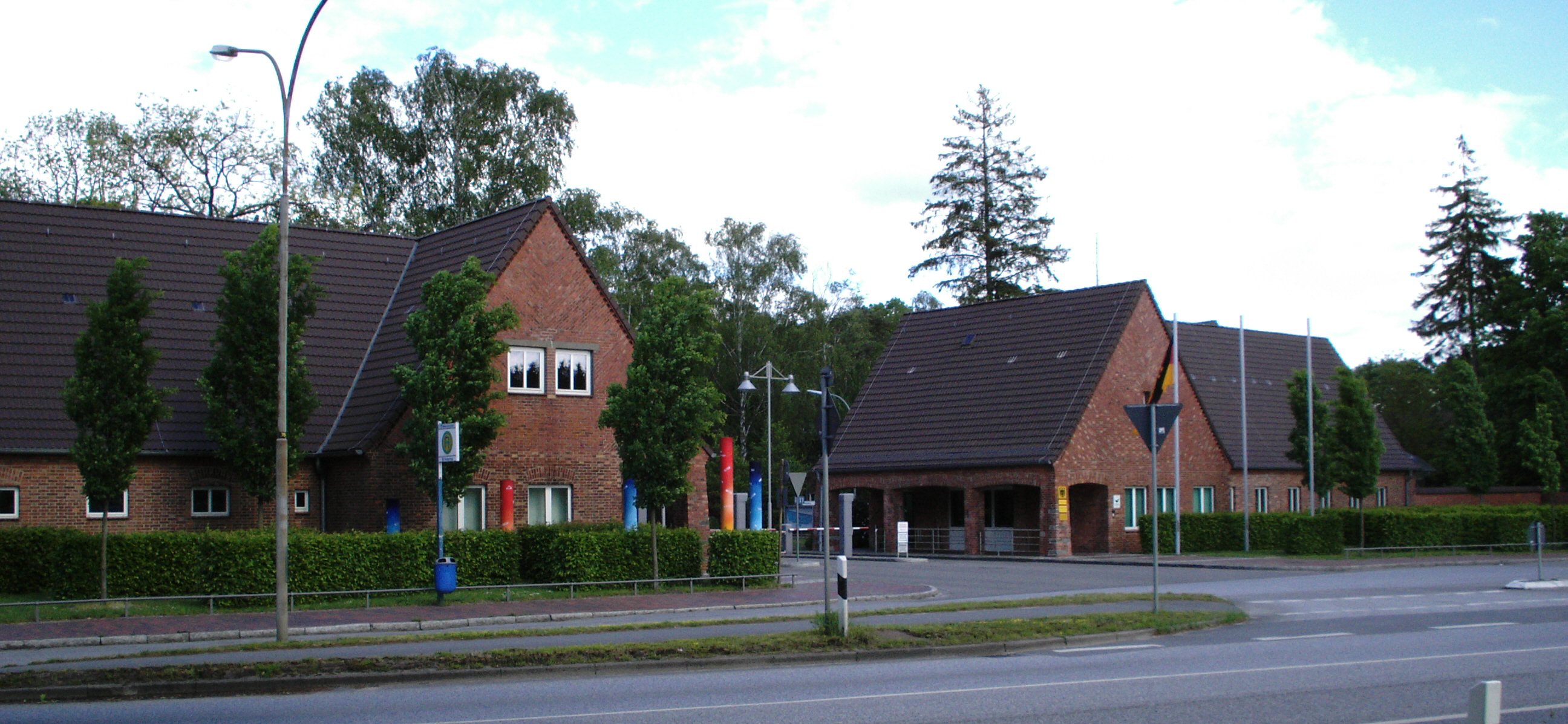
Haupttor der Bundespolizeiakademie

Die Liegenschaft der Bundespolizeiakademie wurde in den Jahren 1935 bis 1938 als Kaserne für eine Nachrichteneinheit der Luftwaffe errichtet und diente nach Kriegsende bis 1950 der britischen Armee zunächst als Lazarett, später zur Unterbringung technischer Einheiten.
Am 16. März 1951 bezogen die ersten Beamten des neu gegründeten Bundesgrenzschutzes als sogenanntes Rahmenpersonal die Einrichtung, die fortan der Ausbildung der BGS-Offiziere diente. Nach Abschluss des ersten Lehrgangs hielt der damalige Bundesminister des Innern, Robert Lehr, eine Rede, in der er die Aufgaben der neu geschaffenen Polizeitruppe definierte. In der Geschichte der Bundespolizei wird die Akademie als Wiege der Bundespolizei betrachtet. Die anfänglich Grenzschutzführerschule bezeichnete Ausbildungseinrichtung wurde am 21. August 1958 in Grenschutzoffizierschule umbenannt. Ebenso bestand eine Unterführerschule und die Grenzschutzschule für Kraftfahrwesen. Im November 1951 wurde die Fernmeldeschule aus Stadtsteinach nach Lübeck verlegt. Später folgte die Aufstellung der Schulen für Waffenwesen, für Bau- und Pionierwesen, für Wirtschafts- und Verwaltungswesen, die Errichtung einer Sanitätsschule und die Verlegung der Sportschule von Glückstadt nach Lübeck. Mit Erlass vom 13. Februar wurden die Schulen einem Kommandeur der Grenzschutzschulen unterstellt, dessen Dienststelle mit Erlass vom 9. April 1963 die Bezeichnung Kommando der Grenzschutzschulen erhielt. Mit Erlass vom 9. April 1963 wurde dieses Kommando als Bundesmittelbehörde bestimmt. Am 1. April 1973 wurde das Kommando in Grenzschutzschule umbenannt. Im November 1977 gliederte sich die Grenzschutzschule in Zentralabteilung/Organisation, Personalwesen, Offizierschule, Unterführerschule, Schule für Kraftfahrwesen, Schule für Technischen Dienst und ABC-Wesen, Schule für Fernmeldewesen, Schule für Waffenwesen, Verwaltungsschule, Sportschule, Sanitätsschule.
Während der COVID-19-Pandemie in Deutschland setzte die Einrichtung ihre Ausbildung zum Teil in Präsenzlehre fort.
Mitte 2021 berichtete BuzzFeed über Stephan Maninger, der neben seiner langjährigen Professur an der BPOLAK auch Gründungsmitglied des rechtsextremistischen Instituts für Staatspolitik gewesen ist. Nach Prüfung und Drängen des Innenministeriums von Schleswig-Holstein darf dieser nun weiter forschen, aber nicht mehr lehren (Stand: Ende 2022).

## Stellung im Behördenaufbau
Die genaue Stellung der Bundespolizeiakademie innerhalb des Behördenaufbaus ist unklar. Der Gesetzgeber hat darauf verzichtet zu benennen, ob es sich bei ihr um eine Ober-, Mittel- oder Unterbehörde handelt. Sie ist einer Bundesoberbehörde, dem Bundespolizeipräsidium, unterstellt (§ 57 Abs. 2 BPolG), aber zugleich eine bundesweit zuständige zentrale Aus- und Fortbildungsstätte der Bundespolizei (§ 57 Abs. 4 BPolG). Die bundesweite Zuständigkeit spricht eher für eine Bundesoberbehörde, die sie aber nicht sein kann, da sie ihrerseits bereits einer Bundesoberbehörde untersteht.